# أماليا أغيلار
أماليا أغيلار (بالإسبانية: Amalia Aguilar)‏ هي ممثلة كوبية ومكسيكية، ولدت في 3 يوليو 1924 في كوبا. بدأت مشوارها المهني سنة 1945.

## وصلات خارجية
- أماليا أغيلار على موقع IMDb (الإنجليزية)
- أماليا أغيلار على موقع قاعدة بيانات الفيلم (الإنجليزية)